# Volksparksteg
Il Volksparksteg ("passerella del Volkspark") è un ponte strallato pedonale di Berlino, nel quartiere di Wilmersdorf. Sovrappassa il grande asse stradale della Bundesallee, congiungendo le due parti del parco di Wilmersdorf.

## Storia
Il ponte venne costruito dal 1969 al 1971.

## Caratteristiche
Si tratta di un ponte strallato in acciaio, con un pilone di colore blu alto 36 m che sostiene una travata di colore giallo, lunga 65 m e larga 4 m.